# Hans Minder
Hans Minder (* 28. srpna 1908) byl švýcarský zápasník, volnostylař. V roce 1928 na olympijských hrách v Amsterodamu vybojoval bronzovou medaili v pérové váze. V roce 1931 zvítězil a v roce 1933 byl druhý na mistrovství Evropy.